# Geotermia in Italia

Le caratteristiche torri di raffreddamento del vapore a Larderello e le condotte che trasportano il vapore (1961)

La geotermia in Italia ha una lunga storia di sfruttamento del calore naturale terrestre, a causa dell'elevato gradiente geotermico, che caratterizza parte della penisola, in diversi luoghi la presenza di sorgenti naturali ad acqua calda è stata ed è sfruttata dall'uomo e diverse province della penisola sono potenzialmente sfruttabili in maggior misura rispetto al loro attuale utilizzo.
L'area di Larderello, in Toscana vicino a Pisa, è la regione dove è avvenuta la più antica utilizzazione al mondo da parte dell'uomo dell'energia geotermica che ha sfruttato le sorgenti naturali almeno dal tempo degli Etruschi. Sempre nella medesima area è avvenuta la prima trasformazione di energia geotermica in energia elettrica, trasformazione che avviene tuttora, per quanto la sua produzione copre una frazione della richiesta energetica nazionale. L'energia geotermica, un tempo sfruttata da sorgenti naturali di acqua calda e vapore (110-150 °C), i cosiddetti Lagoni, ora è sfruttata tramite il vapore captato con pozzi perforati fino alle rocce calcaree triassiche sottostanti e ignee del sottosuolo. Il calore alle rocce proviene dall'intrusione magmatica del monte Amiata.
Altre aree geotermali si trovano nei Colli Euganei, in Veneto, vicino a Padova, nell'area di Grado in Friuli dove sono stati perforati pozzi per riscaldamento di edifici, a Casaglia nel ferrarese dove nel sottosuolo si sviluppa un sistema di falde chiamato dorsale ferrarese, nei campi Flegrei e l'isola d'Ischia nell'area napoletana, ad Alcamo e Sciacca nella Sicilia occidentale, le isole Eolie e l'isola di Pantelleria.
Inoltre lungo l'arco alpino e le Prealpi sono presenti diverse sorgenti ad acqua calda, in alcuni casi utilizzate per bagni termali.